# Phœnix
Phœnix è un album in studio pubblicato il 9 novembre 2018 del rapper franco-comorese Soprano.

## Tracce
1. Soprano – Intro (Renaissance) – 3:19 (testo: Soprano – musica: Djaresma, DJ Mej)
2. Soprano – À la vie à l'amour – 3:19 (Soprano, Koston, L'Algérino)
3. Soprano – Cantare (feat. Soolking) – 3:47 (Djaresma, DJ Mej)
4. Soprano – Miracle – 4:57 (Djaresma, DJ Mej, Florian Rossi)
5. Soprano – Ninja – 3:05 (Meryl, Joe Rafaa)
6. Soprano – La voisine – 3:46 (Djaresma, DJ Mej)
7. Soprano – Coucou – 2:44 (Djaresma, DJ Mej, Le Motif)
8. Soprano – Fragile – 3:42 (Djaresma, DJ Mej)
9. Soprano – Zoum (feat. Niska) – 4:17 (Florian Rossi, Djaresma)
10. Soprano – Rampanpan (Introduction Tiken Jah Fakoly) – 3:30 (Pyroman, Junior Alaprod)
11. Soprano – L'équilibriste – 3:34 (Djaresma, DJ Mej)
12. Soprano – J't'ai dans les veines – 3:57 (Joe Rafaa, DJ Mej)
13. Soprano – Le coach (feat. Iliassa Issilame) – 3:20 (Djaresma, DJ Mej)
14. Soprano – Plan B (feat. Ghali) – 4:09 (Djaresma, BigFlo)
15. Soprano – Casanova – 3:55 (Djaresma)
16. Soprano – Outro (Encore une soirée...) – 3:32 (Djaresma)

## Classifiche
| Classifica (2018-)             | Posizione massima |
| ------------------------------ | ----------------- |
| Francia (SNEP)                 | 2                 |
| Belgio (Ultratop Vallonia)     | 4                 |
| Belgio (Ultratop Fiandre)      | 134               |
| Svizzera (Schweizer Hitparade) | 10                |